# Яутла (село)
Яутла — село в Шатровском районе Курганской области.

## История
До 1917 года центр Яутлинской волости Шадринского уезда Пермской губернии. По данным на 1926 год состояло из 407 хозяйств. В административном отношении являлось центром Яутлинского сельсовета Шатровского района Тюменского округа Уральской области.

## Население
| 1989 | 2002 | 2010 |
| ---- | ---- | ---- |
| 619  | ↘421 | ↘303 |

По данным переписи 1926 года в селе проживало 1771 человек (816 мужчин и 955 женщин), в том числе: русские составляли 99 % населения.